# Par habitude (film, 1911)
 (juillet 2025).
Pour les articles homonymes, voir Par habitude (homonymie).
Pour plus de détails, voir Fiche technique et Distribution.
Par habitude est un court métrage muet français réalisé par Max Linder en 1911.

## Fiche technique
- Réalisation et scénario : Max Linder
- Société de production : Pathé Frères
- Pays : France
- Format : Muet - Noir et blanc - 1,33:1 - 35 mm
- Métrage : 300 m
- Genre : Comédie
- Date de sortie : 
  -  France - 1911

## Distribution
- Max Linder
- Maurice Chevalier